# Hyphydrophilus
Hyphydrophilus är ett släkte av mångfotingar. Hyphydrophilus ingår i familjen storjordkrypare.
Kladogram enligt Catalogue of Life:
| Hyphydrophilus | \| \| Hyphydrophilus adisi \| \| \| \| \| \| Hyphydrophilus projectus \| \| \| \| |
|                | \| \| Hyphydrophilus adisi \| \| \| \| \| \| Hyphydrophilus projectus \| \| \| \| |
|                | Hyphydrophilus adisi                                                              |
|                |                                                                                   |
|                | Hyphydrophilus projectus                                                          |
|                |                                                                                   |